# ليلى هزاع
ليلى هزاع هي عالمة أحياء مصرية تعمل في كينيا وتنزانيا. ترعرعت ليلى في مصر وأكملت دراستها الجامعية والدراسات العليا في الولايات المتحدة الأمريكية. وقد أسست هزاع في عام 2007 «حماة الأسود» التي تعمل على حماية الأسود في شرق إفريقيا إلى جانب شعب الماساي الأصلي. كما اعتبرت هزاع في عام 2014 ضمن أفضل عشرة أبطال في السي إن إن.

## طفولتها وتعليمها
ترعرعت هزاع في مصر وقد روى أحد أفراد عائلتها قصصاً عن استماعها إلى زمجرة الأسود من على سطح منزلها خلال طفولتها وهذا غير ممكن حالياً نظراً لأن الأسود قد انقرضت في مصر. وتذكر هزاع أن هذه القصة ألهمتها لمواصلة الحفاظ على الأسود كمهنة. كما كان السبب في رغبتها بممارسة مهنة في مجال الحفظ وقناعتها بأنها قادرة على إحداث فرق هو بحثها في مجال الحيوانات البرية وإدراكها لاختفاء جميع الحيوانات الكبيرة في مصر، فهذا الأمر دفعها إلى الحرص على ألا يحصل هذا الأمر في أي مكان آخر.
حصلت على درجة البكالوريوس في علم الأحياء من جامعة دينيسون في جرانفيل أوهايو في الولايات المتحدة الأمريكية وتخرجت في عام 2002. وأثناء دراستها لنيل درجة الماجستير في بيولوجيا الحفظ أجرت هزاع أبحاثاُ في كينيا حيث شهدت صعوبات في الحفاظ على الأسود وحصلت على شهادتها من جامعة ويسكونسن ماديسون حيث حصلت على الدكتوراه أيضاً. وقد ركزت أبحاثها على الأسباب الكامنة وراء الزيادات الأخيرة في عمليات قتل الأسود.

## منظمة حماة الأسود

### تأسيسها
قابلت ليلى في عام 2004 لورانس فرانك الذي طلب منها الانضمام إلى فريق «التعايش مع الأسود» وقد كان هدفها المحدد استكشاف سبب قتل الماساي للأسود في منطقة أمبوسيلي بمعدل كان (وما زال) يقودهم إلى الانقراض المحلي. لم تكن متأكدة في البداية مما إذا كان بإمكانها القيام بهذه المهمة إذ أنها تدربت كعالمة بيولوجية لكن لورانس أكد لها أنه إذا أراد علماء البيولوجيا أن يكونوا فعالين في مجال الحفظ فيتوجب عليهم العمل مع علماء الاجتماع.
انتقلت في عام 2005 إلى تجمع محلي ريفي صغير للماساي متاخم لحديقة تلال تشيلو الوطنية وقد شاركت في الحياة اليومية للمجتمع المحلي ولكنها لم تناقش أبداً موضوع قتل الأسود أو الصراع مع المفترسين. وبناءً على الثقة التي تشكلت بينها وبين الشعب تمكنت من فهم العلاقة المعقدة بينهم والأسود. كانت عمليات اصطياد الأسود تحدث خلال وجودها وقد أتت مجموعات غاضبة من السكان المحبطين إلى منزلها عدة مرات شاكين من الأسود التي أكلت مواشيهم خلال الليل بالإضافة إلى التحدث عن استيائهم طويل الأمد من برامج الحفظ والبرامج الحكومية ورغبتهم في اصطياد الحيوانات آكلة اللحوم.
عندما بدأت الثقة بينها وبين السكان بالتشكل بدأت بالتفاعل مع المحاربين وهم المجموعة المسؤولة بالأساس عن اصطياد الأسود وقتلها وقد أخبروها عن الأسود التي قتلوا في الماضي وكيف أرادوا الاستمرار في قتل الأسود للاحتجاج على نقص فرص العمل لفئتهم العمرية. تذكر هزاع محادثة جرت في منزلها مع مجموعة من قادة المحاربين وجاكوب وهو مساعد بحثي. وقد ذكر القادة عرضاً أن المحاربين الذين يحمون تقليدياً مجتمعهم من القبائل أو الحيوانات آكلة اللحوم هم المجموعة المثالية للانخراط في الحفظ لأنهم صغار في السن ويتمتعون بلياقة بدنية كما أنهم يقطنون في الأدغال ويمكنهم تتبع الحياة البرية بشكل أفضل من أي شخص آخر. بناءً على هذا الحديث ووسط المحادثات المستمرة مع شعب الماساي وزملائها في جمعية «التعايش مع الأسود» تم تصميم «حماة الأسود» عند انتهائها من أطروحة الماجستير. وهو مشروع الحفاظ على البيئة الذي يخفف من قتل الأسود عن طريق الحصول على مساعدة من المجتمعات المحلية في الحفاظ عليها. لا سيما شباب الماساي وهي الفئة الديموغرافية الي تنفذ معظم عمليات القتل. وإنها مهمة صعبة ذات أبعاد ثقافية واجتماعية واقتصادية لذا يستخدم البرنامج إستراتيجية زيادة الأعمال لعكس هذا الاتجاه والتخفيف من حدة الصراع على الحياة البرية، وخاصة عمليات القتل الانتقامية إذ يقوم البرنامج بتدريب وتعليم محاربي الماساي ليصبحوا علماء أحياء ميدانيين كما يستخدمهم كدعاة للحفاظ على المجتمع المحلي.

## عن المنظمة
عاشت هزاع مع سكان مبريكاني ماساي الأصليين لمدة عام ودرست علاقتهم مع الأسود بينما كانت تعمل لصالح مجموعة «التعايش مع الأسود». وقد عاشت هزاع في المنطقة المجاورة لمنتزه تلال تشيلو الوطني وشاركت في الحياة اليومية لشعب الماساي. قتل أسد هو طقوس مرور لشباب الماساي وهو كسب للشرف والهيبة والانتقال من مرحلة الصبي إلى المحارب. لدى الماساي علاقة معقدة مع الأسود فالأسود تقتل ماشية الماساي ومع ذلك فإن الماساي يقدرون الأسود لجمالها وقد كرست الدكتورة ليلى هزاع وستيفاني دولريني حياتهم المهنية لفهم هذه العلاقة. تتعرض الأسود للتهديد في جميع أنحاء موطنها في شرق إفريقيا وخاصة في حديقة أمبوسيلي الوطنية حيث قامت هزاع بالكثير من عملها. في عام 2007 قررت هزاع محاولة إقناع وتعليم الماساي بالفوائد المحتملة للحفاظ على الأسود وأثبتت دروسها نجاحها بينهم. نشأت فكرة أن الصيادين نفسهم هم الأقدر على حماية الأسود من مجموعة من الصيادين الذين عملت معهم هزاع.
أدت هذه الجهود إلى تأسيس منظمة Lion Guardians «حماة الأسود» غير الربحية. توظف المنظمة محاربي الماساي كحماة متفرغين للأسود، كما أن المنظمة تؤمن لهم التدريب الميداني بالإضافة إلى تعليمهم القراءة والكتابة. صرحت هزاع أنها لم تتخيل أبداً في بداية تأسيس «حماة الأسود» أنه من الممكن تحويل هؤلاء القتلة إلى درجة أنهم قدر يخاطرون بحياتهم لمنع الآخرين من قتل الأسود. نمت هذه المنظمة إذا كان هناك في البداية خمسة محاربين لحماة الأسود في عام 2007 ولكن أصبحوا أكثر من 40 في عام 2013. ساهمت المنظمة في الحد من الصراع بين الإنسان والحيوان في كينيا وتنزانيا كما يظهر تعداد الأسود في المنطقة العديد من علامات التحسن إذ أنه منذ بداية مراقبة الأسود من قبل البرنامج في عام 2004 فقد شهد العلماء تكوين جماعات الأسود والزيادة الهائلة في عدد الأشبال ومن خلال المحافظة على هذه الزيادة في أعداد الأسود تمكن البرنامج من المحافظة على مستوى مستدام. ذكرت هزاع أن جزءاً من نجاحها يرجع إلى استغلال القيم التقليدية المتعلقة بقتل الأسود لدى رجال الماساي وتحويلها بدلاً من ذلك إلى حماية الأسود. وكما أن المنظمة جزء من شبكة «التعايش مع الأسود». وبالإضافة إلى تتبع ومراقبة تجمعات الأسود فإنها تتبع أيضاً قطعان الماشية التي غالباً ما تقع فريسة للأسود التي يقتلها الرعاة بعد ذلك.

## الجوائز وشهادات التقدير
اختيرت هزاع في عام 2014 كأحد أفضل عشرة أبطال في السي إن إن. كما حصلت على «جائزة بيولوجيا الحفظ للنساء الشابات» من مجتمع بيولوجيا الحفظ بالإضافة إلى العديد من الجوائز والمنح الأخرى.